# Bálint Antal (gazdálkodó)
Bálint Antal (Nagycsákány, Vas vármegye, 1906. május 19. – Szombathely, 1966. október 7.) gazdálkodó, országgyűlési képviselő (1947–1949).

## Élete
Szegényparaszti családban született, Bálint Sándor és Horváth Mária tizedik, legkisebb gyermekeként, római katolikus vallásban. Testvérei közül József és Sándor kivándorolt Amerikába, István gazdálkodó, Ferenc pénzügyőr lett, míg Ignác cipésznek állt; nővérei – Rozália, Mária, Anna és Teréz – pedig mind családot alapítottak. Antal 1934-ben, szülőhelyén nősült meg, házasságot kötve Mozsolits Annával. Felesége (1907–1985) termelőszövetkezeti dolgozó volt, onnan is ment nyugdíjba; két lányuk született, mintegy 15 év korkülönbséggel.
Antal gyerekként csak hat elemi iskolai osztályt végzett, majd napszámosként dolgozva, illetve részes mezőgazdasági munkákat vállalva jutott annyi keresethez, amivel hozzájárulhatott a kiterjedt család költségvetéséhez. Házasodását követően kevéske saját földjén önállóan gazdálkodott, ami mellett változatlanul vállalt idénymunkákat is. 1944-ben behívták katonának, de még mielőtt frontszolgálatra rendelték volna, sikerült hazajutnia a családjához.
1945-ben belépett a Szociáldemokrata Pártba (SZDP), rövid időn belül tagja lett települése nemzeti bizottságának és a földosztó bizottságnak is; az utóbbi által juttatott földből ő maga is kapott. Ekkoriban visszatért az egyéni gazdálkodáshoz és így élt egészen a termelőszövetkezetek alakításának időszakáig.
Pártja az 1947. augusztus 31-i országgyűlési képviselő-választáson, Vas vármegyei listáján pótképviselőnek jelölte, amivel akkor nem került be a Parlamentbe, 1948. június 26-án hívták be a törvényhozásba, ahol a mandátumáról lemondatott Gesztesi Jenő helyét foglalhatta el. Képviselő maradt az SZDP és a Magyar Kommunista Párt (MKP) egybeolvadása után is, mert személyét átigazolták az ezáltal újonnan létrejött Magyar Dolgozók Pártja (MDP) parlamenti frakciójába.
A következő, 1949-es országgyűlési választáson már nem indult, viszont nem sokkal mandátumának lejárta után az akkor már Rábadoroszlóval egyesített szülőfaluja, Csákánydoroszló Kossuth Lajosról elnevezett termelőszövetkezete elnökévé választották meg. Élete végéig hasonló, többé-kevésbé bizalminak nevezhető állásokat töltött be: dolgozott az Állami Gazdaságok Vas Megyei Központjában, majd a Körmendi Járási Tanácsnál; 1960-ban a szombathelyi szikvízüzemet igazgatta, ahonnan viszont hazahívták a falujában azidőtájt újraalakult termelőszövetkezet vezetésére. Helyi tanácstag, helyi és járási pártbizottsági tag, illetve szövetkezeti párttitkár is volt élete utolsó időszakában.